# 西安高新控股
西安高新控股有限公司是一家位于中华人民共和国陕西省西安市高新区的国有企业，成立于2003年10月17日，由西安高新技术产业开发区管理委员会、西安高新技术产业开发区科技投资服务中心以二者所有的西安高新技术产业开发区创业园发展中心、西安软件园发展中心、西安高新技术产业开发区社会事业发展中心、西安高新技术产业开发区航空科技产业园发展中心、西安创新投资担保有限公司净资产出资组建。公司主营业务为基础设施建设、工业地产、物业管理、担保、污水处理五大板块。西安高新技术产业开发区管理委员会持股70％，西安高新技术产业开发区科技投资服务中心持股30％，企业由西安市高新区财政局管理。

## 业务
截至2018年6月30日，西安高新控股总资产1270.38亿元人民币，总负债867.64亿元，净资产402.74亿元。2018年上半年，公司的营业收入为7.08亿元人民币，净利润为7000万元。2017年度，公司营业收入1.94亿元人民币，营业成本1.80亿元，营业利润1.04亿元，净利润1.16亿元。2015年至2017年，公司仅在2017年营业利润为正。三年间西安市高新区给予的财政补贴依次为6.09亿元、7.05亿元、8.88亿元人民币，均高于同期的净利润。
西安高新控股有限公司是西安市高新区的政策性公司。公司业务主要为基础设施建设、工业地产、物业管理、担保、污水处理五个板块。据2017年度审计报告，合并报表主营业务收入27.7亿元人民币，主营业务成本26.2亿元。其中，代建项目收入为23.3亿元人民币，与成本相等；房屋租赁收入2.18亿元，成本1.44亿元；转售水电收入8,455万元，成本5,875万元；房地产销售收入6,980万元，成本4,950万元；担保项目收入2,941万元；污水处理收入1,693万元，成本3,123万元；代建管理费收入855万元；利息收入756万元。西安高新控股是西安市高新区唯一基础设施建设主体，代建项目占公司收入的主要部分，其核心业务模式为“零成本回购”：西安市高新区管委会将高新区道路、管网、绿地、房产等基础设施和公共设施建设委托、授权给西安高新控股建设，项目完成后管委会以成本价回购这些项目。2015年至2016年，代建业务毛利率为零，2017年为0.37%。
西安高新控股有限公司的全资子公司有西安高新技术产业开发区创业园发展中心、西安高新技术产业开发区公共事业发展中心、西安软件园发展中心、西安高新技术产业开发区市政配套服务中心、西安高新区污水处理有限公司、西安高新区智慧谷发展有限公司、西安高新综合保税区产业发展、西安大学生创业服务就业公司、西安高新软件新城北区建设开发有限公司、西安军民融合园实业发展有限公司。重要的非全资子公司包括西安高新产业园发展有限公司、西安创惠农业发展有限公司、西安高新区环保产业发展有限公司、西安高新区软件新城发展有限公司、西安市高新区生物园发展有限公司、西安新材料产业发展有限公司、西安创新融资担保有限公司、西安联创生物医药孵化器有限公司、西安创业建设发展有限公司、西安创业园投资管理有限公司。此外，西安高新控股还合营了西安软件服务外包学院。
西安高新控股持有西安高新第一中学、西安高新第一小学、西安高新第一幼儿园100％股权，但不参与经营管理。
有学者指出，西安高新控股与中国上千家开发区公司相同，实质为政府融资平台，有诸多共同特点：关联交易占比极高，主要为股东（即当地政府）服务；主营公用事业和基础设施投资、建设；高管由行政领导兼任，并无企业管理经验；利润主要来自政府补贴；公司治理有名无实，虽然股东大会、董事会、监事会齐备，但是实际权力在开发区管委会手中；资产规模增长快，但是盈利能力极弱，原因是在资产负债率不能提高时，地方政府将大量资产装入公司以获得融资。

## 争议
2018年9月14日，西安高新控股发布公告，称9月4日召开股东会议变更了董事长、法定代表人、总经理及部分董事。新任董事长兼总经理李甜出生于1984年8月，此前是西安佰仕达人才服务有限责任公司员工。新晋董事赵雪莹出生于1993年，2016年从西安建筑科技大学华清学院毕业，之后在华夏银行银川分行工作。另一位新晋董事朱玥出生于1995年，2017年从陕西师范大学毕业。三位新高管均为女性。两名新董事刚刚大学毕业一两年，新董事长兼总经理仅有在人才公司担任员工的经历。2018年11月，西安高新控股的这一人事更迭引起了外界的议论。媒体一度使用“嫩总”来形容此事荒谬之处。
有人怀疑三位新晋高管可能是凭借社会关系而谋得要职。媒体指出，即便三位新高管没有背景，出任国企高管同样违反了西安市的规定：《西安市国有企业领导人员管理暂行办法》要求国企领导人员有大中型企业或规模相当的事业单位、政府机关中层以上任职的经历，要求国企董事会人员有决策、创新、知人善任等能力，三位新高管并不符合。另一种猜测指出，三名新高管未必有背景，如此人事安排只是为了顺应西安市“企事分离”的要求，即事业单位工作人员不得在企业兼职；三位高管只是名义上的高管，公司实权仍然掌握在财政局领导手中。西安高新区后来的回应也提到了企事分离一事。西安高新控股大约在一年内更换了所有的董事会成员。前任董事长兼总经理阎玲是西安市高新区财政局原局长，原先的高管中还有其他事业单位领导。有人分析称，公务员不能在企业兼职，西安高新控股本身不是竞争性企业、很难招聘到人员担任高管，事业编制的员工也不能兼职，只好用派遣制的员工挂名当高管，这些员工往往年龄不大、薪水不高。结合各种信息，媒体认为，后一种猜测更接近事实。媒体评论称，如果这一种猜测是对的，那么西安市的企事分离不过是徒有形式，权力与市场纠缠不清，有损市场的公平竞争环境。还有媒体指出，挂名董事长、总经理、董事的行为使得公司治理名存实亡，在出现问题、追究法律责任时存在风险。
2018年11月3日晚间，西安高新区财政局在西安高新技术产业开发区官方微博“西安高新”回应，公司近期根据西安市事业单位工作人员不得在企业兼职的规定，逐步调整了西安高新控股的董事、监事；李甜等3人在内的10位新高管均为高新区会计核算中心（为企业性质）工作人员，经调查未发现影响公司正常运营的社会关系。然而，4日下午事件出现转折。西安高新区财政局发布声明，称西安高新区党工委、管委会责令财政局调查此事，高新区纪工委已经介入调查李甜等三人任职资历是否合规、高新区财政局工作是否有违纪违规行为；西安高新区财政局决定将李甜等三人停职，已启动法律程序。11月5日凌晨，西安高新区管委会通过官方微信号“西安高新”发表声明，称高新区财政局违反规定擅自变更国有企业法定代表人和董事，财政局长王进杰已被免职。声明还提到，李甜等三人并无特别的家庭背景，人事任免中也没有打招呼等违规行为，李甜、朱玥、赵雪莹月工资分别为4,351元、3,600元和4,200元人民币，出任高管前后工资没有变化。
还有人指出，西安高新控股暴露了西安市高新区地方债务黑洞问题：截至2018年6月底，西安高新控股有负债867亿元人民币，如以5%年息计，公司每年需要偿付的利息就有40亿元人民币，而公司上半年营业收入仅有7亿，偿债的主要途径是借新债还旧债；西安高新控股实际由地方政府背书，但高新区地方政府财政收入难以支撑公司的债务，西安高新控股的债务不可持续。西安市高新区2017年末政府债务余额242亿元人民币，未超过245.76亿元限额。西安高新控股于2012年退出了地方融资平台名单，公司的贷款由地方政府贷款转为一般公司贷款，没有计入地方政府债务。然而有学者指出，西安高新控股的实质仍是政府融资平台。如果计入西安高新控股的负债，高新区地方债务远远超出了限额。
2018年12月29日，西安市人民政府通报称，对4名涉及该事件的处级以上领导干部进行问责，其中给予党纪处分2人，诫勉谈话2人。对西安高新区财政局局长王进杰予以免职，对3名挂名“高管”按程序免职；高新区党工委、管委会分别向市委、市政府作出书面检查并切实整改。